# اللاسلطوية في إفريقيا
تشير اللاسلطوية في أفريقيا (بالإنجليزية: Anarchism in Africa) إلى كل من التنظيم السياسي اللاسلطوي المزعوم لبعض المجتمعات الأفريقية التقليدية والحركات اللاسلطوية الحديثة في إفريقيا.

## «عناصر اللاسلطوية» في الثقافات التقليدية
يزعم سام مباه و آي. إي. إيغاريوي في كتابهما اللاسلطوية الأفريقية: تاريخ حركة ما يلي:
إلى حد ما، أظهرت جميع المجتمعات الأفريقية التقليدية [...] «عناصر لاسلطوية» تضفي، عند الفحص الدقيق، مصداقية على الحقيقة البديهية التاريخية القائلة بأن الحكومات لم تكن موجودة دائمًا. إنها ليست سوى ظاهرة حديثة، وبالتالي فهي ليست حتمية في المجتمع البشري. في حين أن بعض السمات اللاسلطوية للمجتمعات الأفريقية التقليدية كانت موجودة إلى حد كبير في المراحل السابقة من التنمية، إلا أن بعضها ما يزال قائمًا وواضحًا حتى يومنا هذا.
يعود السبب وراء وصف المجتمعات الأفريقية التقليدية بأنها تمتلك «عناصر لاسلطوية» هو هيكلها السياسي الأفقي نسبيًا، وفي بعض الحالات، عدم وجود طبقات في الأصل. بالإضافة إلى ذلك، فإن قيادة الشيوخ عادة لا تمتد إلى أنواع الهياكل الموثوقة التي تميز الدولة الحديثة. بيد أن هناك قيمة قوية تولى للقيم التقليدية والقيم «الطبيعية». على سبيل المثال، على الرغم من عدم وجود قوانين ضد الاغتصاب والقتل والزنا، فإن الشخص الذي يرتكب هذه الأفعال سيتعرض للاضطهاد من أقاربه. ويتم في بعض الأحيان التمسك بمبدأ المسؤوليات الجماعية.
كانت الطبقات الاجتماعية موجودة بالفعل في بعض الحضارات الأفريقية (مثل النوبة ومصر وأكسوم وممالك الهوسا) منذ آلاف السنين، لكن عمليات التقسيم الطبقي الاجتماعي تسارعت منذ القرن الخامس عشر فصاعدًا.

## الحركات اللاسلطوية الحديثة

### الجزائر
بعد أحداث القبائل عام 2001، تمكّن المنظمون اللاسلطويون من تكوين مجتمع متوسط الحجم في مدينة برباشة.

### أنغولا
منذ تسعينيات القرن التاسع عشر فصاعدًا، أصبحت أنغولا واحدة من وجهات اللاسلطويين الذين تم نفيهم من قِبَل الحكومات البرتغالية المتعاقبة، ما أدّى إلى تطوير وجود نقابي في المستعمرة. بعد انقلاب 28 مايو عام 1926، شارك اللاسلطويون البرتغاليون في ثورة فاشلة ضد الديكتاتورية العسكرية الجديدة، وبعد ذلك تم حظر الاتحاد العام للعمل (سي جي تي). ونتيجة لذلك، في أكتوبر عام 1927، تم ترحيل زعيم الاتحاد ماريو كاستيلهانو نفسه إلى أنغولا، حيث مكث لمدة عامين قبل أن يعود إلى البرتغال. في أعقاب الإضراب العام البرتغالي عام 1934، أنشأت حكومة إستادو نوفو معسكر اعتقال على الضفة الشمالية لنهر كونين، حيث قاموا بترحيل بعض النقابيين اللاسلطويين الذين شاركوا في الإضراب.
خلال حرب الاستقلال الأنغولية، بدأ العديد من الأنغوليين في تطوير أنظمة مناهضة للاستبداد «للسلطة الشعبية» إذ سيطر الناس على حياتهم وغيروها أثناء القتال ضد السلطات الاستعمارية البرتغالية. ومع ذلك، بمجرد أن حصلت أنغولا على استقلالها من خلال اتفاقية ألفور وبعد ثورة القرنفل، تم نزع سلاح الناس من قِبَل حكومة الحركة الشعبية لتحرير أنغولا الجديدة، التي تبنت الماركسية اللينينية رسميًا كأيديولوجية خاصة بها واستبدلت «القوة الشعبية» الناشئة بنظام الحزب الواحد، ما أدى إلى إشعال الحرب الأهلية الأنغولية. بدأت الحركة الشعبية لتحرير أنغولا في اعتقال شخصيات يسارية معارضة، بما في ذلك الماويون والتروتسكيون واللاسلطويون، وفسخت إضرابات العمال من أجل زيادة الأجور وتحسين ظروف العمل. في عام 1977، بلغ الصراع على السلطة بين معتدلي الحركة الشعبية لتحرير أنغولا (بقيادة أغوستينيو نيتو) والمتطرفين (بقيادة نيتو ألفيس) ذروته بمحاولة انقلاب، وبعد ذلك تم تطهير الراديكاليين من صفوف الحزب وتم تركيز السلطة بشكل أكبر حول قيادة الحركة الشعبية لتحرير أنغولا.

### تشاد
خلال الحرب العالمية الثانية، خدم العديد من أنصار الجبهة الجمهورية الإسبان كجزء من مجموعة الصحراء طويلة المدى والفيلق الأجنبي الفرنسي خلال حملة شمال إفريقيا. في 13 مايو عام 1943، أنشئت في تشاد السرية التاسعة لنظام المسيرة في تشاد من هؤلاء المتطوعين الجمهوريين الإسبان، الذين ضموا العديد من اللاسلطويين إليهم. في سبتمبر عام 1943، تم نقل السرية إلى المغرب ثم إلى المملكة المتحدة، كجزء من الفرقة المدرعة الثانية، للمشاركة في عملية أوفرلورد وتحرير باريس.

### مصر
ظهرت الحركة اللاسلطوية لأول مرة في مصر في أواخر القرن التاسع عشر، لكنها انهارت في الأربعينيات. عادت الحركة إلى الظهور في أوائل عام 2010.
عادت الحركة إلى النظرة العالمية عندما شارك عدد من الجماعات اللاسلطوية في الثورة المصرية عام 2011، وهي الحركة الاشتراكية الليبرتارية المصرية والعلم الأسود. تعرض اللاسلطويون المصريون لهجوم من النظام العسكري وجماعة الإخوان المسلمين. في 7 أكتوبر عام 2011، عقدت الحركة الاشتراكية التحررية المصرية مؤتمرها الأول في القاهرة.